# 异戊酸苯乙酯
异戊酸苯乙酯，无色至淡黄色透明液体，有很浓的水果和玫瑰气味。由异戊酸和苯乙醇在硫酸催化下进行酯化，再经中和、水洗、精馏而得。用于配制食品和化妆品香料。